# Pylaisia cristata
Pylaisia cristata är en bladmossart som beskrevs av Jules Cardot 1911. Pylaisia cristata ingår i släktet aspmossor, och familjen Hypnaceae. Inga underarter finns listade i Catalogue of Life.